# Верховный суд Вануату
Верховный суд Вануату — высшая судебная инстанция Вануату. Находится в городе Порт-Вила. В состав Суда входят председатель Верховного суда и три судьи.
Апелляции Верховного суда рассматриваются Апелляционным судом Вануату, который является высшим апелляционным судом страны. Апелляционный суд создается время от времени по мере необходимости.

## Назначение судей
За исключением Председателя, все судьи назначаются президентом Вануату, который действует по рекомендации Комиссии по судебной службе в соответствии со статьей 47 (2) Конституции Вануату. Председатель Верховного суда назначается президентом после консультаций с премьер-министром и лидером оппозиции в соответствии со статьей 49 (3) Конституции. 
Нынешним председателем суда является Винсент Лунабек. 

## Председатель
Председатель суда, как и председатели Верховных судов других государств имеют право единолично вести заседание. Список всех председателей Верховного суда Вануату:
- Фредерик Кук (1980—1990)
- Эдвин Голдсборо (временный) (1991)
- Чарльз Водин (1992—1996)
- Винсент Лунабек (временный) (1997—2000)
- Винсент Лунабек (с 2001 года по настоящее время)

## Судьи
Судьями Верховного суда Вануату в разное время являлись:
- Серж Браудо (1980)
- Дж. Джонс (1983)
- Л. Казендр (1983-85)
- В. Каттан (1983)
- Уильямс (1985-86)
- Коакли (1986-87)
- Амет (1986)
- Гордон Уорд (1988-91)
- Эдвин Голдсборо (1988-92)
- Питер Хейри (1992)
- Бомонт (1993)
- Джон фон Дусса (1993, 1998-99, 2003)
- Роуэн Даунинг (1993-95)
- Гарри Гиббс (1994)
- Роберт Кент (1994-95)
- Селит Ленала (1995)
- Винсент Лунабек (1996-2000 годы) (председатель с 2001 года)
- Торп (1996)
- Калкот Матаскелекеле (1996-98)
- Оливер Саксак (1997-2006)
- Реджет Маррун (1997-2002)
- Томпкинс (1998)
- Мириа (1999)
- Роджер Ковентри (2000-03)
- Дж. Картен (2003)
- Робертсон (2003)
- Фатиаки (2003)
- Ковентри (2003)
- П. И. Трестон (2003-06)
- Хэмлисон Булу (2003-06)
- С. Тиоки (2006-)